# Arctia neglecta
Arctia neglecta är en fjärilsart som beskrevs av O. Schultz 1904. Arctia neglecta ingår i släktet Arctia och familjen björnspinnare. Inga underarter finns listade i Catalogue of Life.